# Pasta (forma farmacêutica)
Pasta é uma forma farmacêutica semissólida, caracterizada pela elevada porcentagem de sólidos insolúveis em sua constituição (20 a 50%). Em geral, formam um efeito oclusivo, protetor e secante na pele. É mais empregada em dermatologia. Possuem consistência mais dura, com alta concentração de partículas sólidas.
Podem ser classificadas em dois grupos: 
- Base oleaginosa e alta concentração de partículas sólidas: podemos citar a pasta de óxido de zinco.[3]
- Única fase aquosa com alto teor de polímeros: podemos citar como exemplo a carboximetilcelulose sódica.[3]